# Rèquiem polonès
El Rèquiem Polonès (en polonès: Polskie Requiem) és un rèquiem escrit per Krzysztof Penderecki entre 1980 i 1984, i revisat el 1993.

## Origen i context
El 1980, Penderecki va ser comissionat per Solidarność per compondre una obra per acompanyar el desvetllament d'una estàtua en les drassanes de Gdańsk per commemorar a aquells que van ser assassinats en els conflictes contra el govern el 1970. Penderecki va respondre amb el Lacrimosa, que posteriorment ampliaria en aquest rèquiem, escrivint les altres parts en honor de diferents fets patriòtics. Es convertiria en una de les obres més conegudes d'aquest últim període.

## Representacions
Una primera versió d'aquest rèquiem va ser estrenada el 28 de setembre de 1984 per l'Orquestra Simfònica de la Ràdio de Stuttgart sota la direcció de Mstislav Rostropóvitx. L'enregistrament definitiu va ser realitzat pel compositor l'11 de novembre de 1993 a Estocolm.

## Moviments
La partitura està composta de setze moviments i dura una mica més de 90 minuts. Està escrita per a quatre solistes, cor mixt i gran orquestra simfònica. El text és en llatí, més un himne tradicional polonès, Swiety Boze.
- Introitus
- Kyrie
- Dies irae
- Tuba mirum
- Mors stupedit
- Quid sum miser
- Rex tremendae
- Recordare Jesu pie
- Ingemisco tanquam reus
- Lacrimosa
- Sanctus
- Agnus Dei
- Lux aeterna
- Allibera em, Domine
- Swiety Boze
- Libera animes